# The West Coast Don
The West Coast Don – piąty studyjny album amerykańskiego rapera Yukmoutha. Został wydany 14 lipca, 2009 roku.

## Lista utworów
1. Cocka Roaches (2:32)
2. West Coast Geez (4:34)
3. Im A Gangsta Ft. Dyson, Ray J, Crooked I (4:01)
4. They Like My Swag (3:51)
5. Da Town Ft. Chop Black, Jerold Lee, Keak da Sneak (4:34)
6. Aint Nobody Fuckin With Me (4:31)
7. Im On Like Shit Ft.Sky Balla, Mistah F.A.B., Turf Talk (5:22)
8. Big Meech Ft. Big Meech (3:59)
9. Pimpin 4 Real Ft. Dyson, Mac Dre, Dru Down (4:18)
10. Got Gwop (4:44)
11. L.A. Shit (4:12)
12. Up All Nite Ft. Matt Blaq, The Jacka, Glasses Malone (4:28)
13. Blind Livin Ft. Tha Realest, Dyson (4:00)
14. 44 Ft. T-Pain (3:26)
15. Stay On It Ft. C-Bo, Dyson (2:55)
16. Sumthen Special Ft. Dyson, Baby Bash (3:13)
17. Go Home (4:59)
18. Sum Dem Murder Ft. The Regime (6:07)